# موزه هنرهای کاربردی (بوداپست)
موزهٔ هنرهای کاربردی (مجاری: Iparművészeti Múzeum) موزه‌ای در بوداپست، مجارستان است. این موزه، سومین موزهٔ کهن هنرهای کاربردی در جهان است.

## معماری
موزه هنرهای کاربردی میان سال‌های ۱۸۹۳ و ۱۸۹۶ ساخته شد و طراحی آن توسط اودون لخنر به سبک انتزاعی مجارستانی ساخته شد. ساختمان آن یک سقف سبز رنگ دارد و درون آن، با به‌کارگیری سبک‌های هندو، گورکانی و اسلامی طراحی شده است.

## نگارخانه
- دهلیز
- نمای هوایی موزه
- جزئیات نما
- جزئیات سقف
- جزئیات بام
- فانوس